# Louise Margaretha van Pruisen

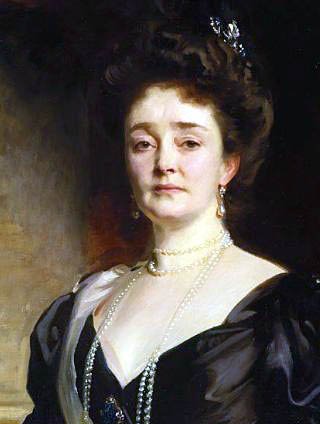

Louise Margaretha Alexandra Victoria Agnes (Marmerpaleis (Potsdam), 25 juli 1860 — Clarence House, Londen, 14 juli 1917) was de jongste dochter van prins Frederik Karel van Pruisen en prinses Maria Anna van Anhalt-Dessau, dochter van hertog Leopold IV Frederik van Anhalt, en dus een prinses van Pruisen. 

## Leven
Prinses Louise Margaretha trad op 13 maart 1879 in de St. George’s Kapel te Windsor Castle in het huwelijk met Arthur van Connaught en Strathearn, het zevende kind van koningin Victoria van het Verenigd Koninkrijk. Na haar huwelijk droeg ze de titel Hare Koninklijke Hoogheid De Hertogin van Connaught. In haar schoonfamilie werd ze Louisechen genoemd, ter onderscheiding van Victoria´s dochter Louise.

Louise Margaretha en Arthur kregen drie kinderen:
- Margaretha (1882-1920), getrouwd met kroonprins Gustaaf Adolf van Zweden, de latere koning van Zweden
- Arthur (1883-1938), getrouwd met Alexandra Duff
- Patricia (1886-1974), getrouwd met kapitein (later admiraal) Alexander Ramsay

De hertogin vergezelde haar man de eerste twintig jaar van hun huwelijk op zijn verschillende aanstellingen in het Britse rijk. Het ging in een landhuis te Bagshot Park in Surrey wonen. In 1900 verruilden ze hun landhuis voor Clarence House in Londen. In 1911 werd Arthur aangesteld als gouverneur-generaal van Canada en vestigden ze zich in Canada. In 1916 keerden ze weer terug naar Engeland. 
Louise Margaretha stierf te Clarence House aan griep en bronchitis tijdens de griepepidemie van 1917-1918. Ze werd begraven in het Koninklijke Mausoleum te Frogmore. Haar echtgenoot stierf pas jaren later.

## Titels
- Hare Koninklijke Hoogheid Prinses Louise Margaretha van Pruisen (1860-1879)
- Hare Koninklijke Hoogheid De Hertogin van Connaught (1879-1917)

Louise Margaretha heeft nog verschillende onderscheidingen gekregen van de Keizerlijke Orde van de Kroon van Indië (CI) in 1879, het Koninklijke Rode Kruis (RRC) in 1883, de Hospitaalorde van Sint-Jan (balije Brandenburg) (DStJ) in 1888 en de Koninklijke Orde van Victoria en Albert (VA) in 1893, waardoor ze de bijbehorende letters achter haar naam mocht dragen.